# Minas Tênis Clube (calcio a 5)
La squadra di calcio a 5 della polisportiva fu fondata nel 1945.

## Storia
Il Minas è una delle squadre storiche del futsal brasiliano: fondato a metà degli anni '50, è l'unico club ad aver preso parte a tutte le edizioni della Liga Nacional de Futsal fin dalla sua istituzione (1996). Nel secondo millennio si è aggiudicato diverse edizioni del campionato metropolitano e di quello mineiro. Nel palmarès della squadra spiccano tuttavia le due edizioni della Taça Brasil vinte nel 2002 e nel 2012. In campionato il migliore piazzamento è rappresentato dal secondo posto collezionato nel 2002.

## Palmarès

### Competizioni nazionali
- Taça Brasil: 3

2002, 2012, 2020